# ІЖ-43
ІЖ-43 радянська та російська двоствольна рушниця.

## Історія
ІЖ-43 було розроблено напочатку 1980-х років, а в жовтні 1985 року перший прототип ІЖ-43 було представлено на виставці мисливської зброї в Іркутську. В 1986 році розпочалося виробництво цієї зброї.
В 1986 році рушниця ІЖ-43M отримала золоту медаль на Лейпцизькому ярмарку.
З липня 1987 до лютого 1990 року вартість ІЖ-43 становила 175 рублів. Ціна однієї нестандартної рушниці ІЖ-43 (з гравіюванням, горіховим прикладом і цівкою) вартувала до 385 рублів.
З 1988 року Іжевський механічний завод розпочав масове виробництво ІЖ-43 та ІЖ-43E.
В січні 2004 року було підписано контракт між компанією Remington Arms та Іжевським механічним заводом. Російську зброю купувала компанія Remington та продавал в США (ІЖ-43 продавали під назвою Remington Spartan 220, а ІЖ-43-1С продавали як Remington Spartan 210).
В вересні 2008 року вся зброя Іжевського механічного заводу отримала нові назви, а ІЖ-43 отримала назву МЗ-43 (Механічний завод-43)

## Конструкція
ІЖ-43 гладкоствольна рушниця з горизонтальним розташуванням стволів. Стволи мають чоки на дульному зрізі.
Має приклад і цівку з горіха, берези або бука, хоча відомі і нестандартні варіанти. Стволи зроблені зі сталі ар50 з хромуванням

## Варіанти
- ІЖ-43[4] — перша модель, безкуркова рушниця,[2][3] створена на базі моделі ІЖ-58[1]
- ІЖ-43E[4] — друга модель, стандартна версія ІЖ-43 з екстрактором[2][3]
- ІЖ-43M[4] — третя модель[2]
- ІЖ-43EM[4]
- ІЖ-43-1С[5]
- ІЖ-43E1СМ[1]
- ІЖ-43КН[1]

## Користувачі
- СРСР[2]
- Білорусь — дозволено як цивільну мисливську зброю[7]
- Казахстан — дозволено як цивільну мисливську зброю[8]
- Молдова — дозволено як цивільну мисливську зброю[9]
- Російська Федерація — дозволено як цивільну мисливську зброю[10]